# 18460 Pecková
18460 Pecková è un asteroide della fascia principale. Scoperto nel 1995, presenta un'orbita caratterizzata da un semiasse maggiore pari a 2,5495281 UA e da un'eccentricità di 0,1389618, inclinata di 14,55084° rispetto all'eclittica.